# Sacred 2: Fallen Angel
Sacred 2: Fallen Angel (Sacred 2: Упалий янгол) — фентезійна рольова відеогра, випущена в 2008 році компанією Ascaron. Продовження гри 2004 року Sacred. Починаючи з версії 2.40 гра підтримує прискорення фізики за допомогою nVidia PhysX. Для гри 2 жовтня 2009 вийшов аддон — Ice & Blood (Лід і Кров), який принесе в гру більше 30 годин додаткового ігрового часу, новий клас (Дракомаг), квести, предмети, а також дві нові області — Кривавий ліс і Кришталеві рівнини.

## Геймплей
На початку гравцеві доступні для вибору наступні класи персонажів:
- Серафим
- Вищий ельф
- Дріада
- Страж Храму
- Воїн Тіні
- Інквізитор

Також Ви повинні вибрати шлях, по якому пройде Ваш персонаж: шлях Cвітла або Темряви. Серафиму доступний тільки шлях Світла, а Інквізитор - Темряви.
Після цього слід вибрати божество, якому персонаж поклоняється:
- Люмен (Бог Світла)
- Форенс (Богиня філософії і мудрості)
- Кібела (Богиня природи)
- Тесту (Бог науки)
- Куан (Бог війни)
- Кер (Богиня Зла)

Якщо ви обираєте шлях Темряви, то не зможете вибрати в покровителі люмена, а якщо оберете шлях Світла, то не зможете поклонятися Кер. Серафиму доступні тільки Люмен, Форенс і Кібела, а Інквізитор - тільки Кер, Куан і Тесту.

## Сюжет
Т-Енергія текла через Анкарію з незапам'ятних часів. Ця містична сила давала народження всього життя, була джерелом всієї магії і початком всього сущого. Ангели-серафими контролювали її і передали свої знання вищим ельфам, щоб ті використовували Т-Енергію на благо. Завдяки цьому, вищі ельфи стрімко розвивалися, ставши правлячою расою Анкарії.
Незабаром серед вищих ельфів розгорілася суперечка через Т-Енергію, яка переросла в конфлікт, що викликав розкол серед вищих ельфів. Вибухнула громадянська війна, і ельфійське панування завалилося.
Після цього Т-Енергія вийшла з-під контролю: створення і тварини мутували у щось за межею розуміння, цілі регіони стали безлюдними, міста і села були знищені.
Отже, за дві тисячі років до приходу Шаддара, по країні шукали героїв, здатних запобігти війні і повернути контроль над Т-Енергією. Героїв, здатних утримати світ від хаосу... або занурити в нього остаточно.

### Територія

#### Тір-Лізія
Тір-Лізія є першим регіоном в цій ігрі, належить ельфам. Сам регіон складається з лісів, гір і лугів. Межує з регіоном людей - Артемаком і пустелею. Столиця - Тилізій (Найбільше місто Анкарії).

### Мережева гра
З'явилася можливість експортувати персонажів, створених у мережі ClosedNet, і грати ними в офлайновом режимі і по локальній мережі.

## Саундтрек
Основна тема до гри записана популярної німецької пауер-метал-групою Blind Guardian. Самі учасники групи з'являються у вбудованому в гру анімаційному кліпі, де їх CGI-моделі грають концерт у фентезійному антуражі. Щоб побачити кліп, потрібно виконати спеціальне завдання.
Фонова музика написана Педро Маседу Камашев.

### Список композицій і хронометраж
- 1. main menu theme 5:02
- 2. highelves capital 2:38
- 3. highelves day suite 7:40
- 4. desert town 2:16
- 5. desert day suite 7:14
- 6. humans town 2:43
- 7. humans castle 2:32
- 8. humans love day 1:46
- 9. humans day suite 5:35
- 10. dryads town 2:31
- 11. dryads day suite 5:27
- 12. orcs camp 2:24
- 13. orcs day suite 5:44
- 14. seraphim hq day suite 5:08
- 15. swamp day suite 5:33
- 16. canyon day suite 5:04
- 17. island day 2:22
- 18. big machine 1:40

## Колекційні видання
Колекційні видання для PC і приставок відрізняються. У Росії офіційно виходило колекційне видання тільки на PC

### ПК
- 2 DVD-диска з грою.
- 1 DVD-диск HI END версія який містить: Elite Graphics + патч до v2.34.0. Ці текстури призначені для більш деталізованого відображення поверхонь в грі, їх використання має сенс лише якщо ви є власником принаймні 19-ти дюймового монітора з роздільною здатністю не менше 1280х1024 або аналогічного широкоекранного монітора. Інакше, особливої різниці в картинці ви не помітите. Включаються ці текстури в налаштуваннях якості текстур, позиція "максимум".
- Барвистий Артбук.
- Детальний керівництво користувача.
- Магічний артефакт для справжніх воїнів на шкіряному шнурку.
- Інструкція по застосуванню чарівного артефакту.
- Диск із золотим виданням Sacred Gold.
- Саундтрек від батьків фентезійного металу — Blind Guardian.

### Xbox 360 і PS3
На Xbox 360 і PS3 зміст колекційного видання було наступне:
- Blu-ray/DVD диск з грою.
- Двосторонній постер з картою.
- Саундтрек Sacred.
- Фігурка Серафими (10 см)

## Відгуки в ігровій пресі
| Видання       | Оцінка |
| ------------- | ------ |
| Eurogamer     | 6/10   |
| Game Informer | 7 / 10 |
| GamePro       | 3.5/5  |
| GameSpot      | 7/10   |
| IGN           | 7.5/10 |
| Pocket Gamer  | 7.7/10 |

Як і Sacred, ПК версія Sacred 2 була критикована за помилки (але набагато більше, ніж його попередник), і отримала неоднозначні відгуки, як позитивні, так і негативні . Гра одержала високі оцінки за великий ігровий світ і численні квести, гумор, а також загальний геймплей. Критикували її за повторюваність і відсутність інновацій.